# Горностай Катерина Павлівна
Катерина Павлівна Горностай (нар. 15 березня 1989) — українська режисерка та сценаристка.
Член журі кінофестивалю «Wiz-Art» (2014), член Української кіноакадемії (з 2017), призерка 71-го Берлінського міжнародного кінофестивалю (2021) та 12-го Одеського міжнародного кінофестивалю (2021).

## Біографія

### Ранні роки
Народилася у Луцьку Волинської області 15 березня 1989 року в сім'ї психотерапевтів Світлани Васьківської та Павла Горностая, онука науковця Петра Горностая. З 1994 року живе у Києві.

### Освіта
Першу вищу освіту Горностай отримала в Україні: у 2010 році вона закінчила природничий факультет, а у 2012 році — магістратуру з журналістики київського університету Києво-Могилянська академія.
Другу вищу освіту, вже за фахом режисера Горностай отримала в Росії: у жовтні 2012 — листопаді 2013 вона навчалася й стала випускницею московської «Школи режисури документального кіно та документального театру Марини Разбєжкіної та Михайла Угарова».
За наполягання матері у дитинстві закінчила музичну школу.

## Кінокар'єра
Творчо дебютувала перед широким загалом у 2013 році на кінофестивалі «Молодість», представивши фільм «Між нами». Стрічка мала схвальні глядацькі відгуки. Деякі критики назвали її однією з найкращих українських короткометражок року, а кінокритикиня Анастасія Осипенко рекомендувала стрічку як «щось свіже для сучасного українського кіно», описавши стиль режисерки як «незвичне жіноче кіно» та «щиру документалістика».
Була учасницею Євромайдану, під час якого знімала фото і відео. Відзнятий матеріал використаний у двох сюжетах фільму «Євромайдан. Чорновий монтаж» та у фільмі «Скрізь Майдан», відзначеному спеціальним призом міжнародного фестивалю «Docudays UA». Про свої переживання подій Євромайдану Горностай не раз розповідала в численних інтерв'ю.
У своїй творчості Катерина Горностай намагається показувати події, вчинки та почуття героїв та героїнь у реальному контексті, не змінюючи його на догоду власній авторській позиції. Вона наголошує: «Режисер може інколи ні перед чим не зупинитися, щоб зробити історію такою, якою хоче, навіть шляхом викривлення певних речей. Глядач про це ніколи не дізнається, бо лише режисер може сказати, що в кадрі герой плакав через те, що йому в очі потрапив сигаретний дим, а не від жалю чи іншої емоції. Це маніпуляції, я б так не робила. Якщо в моєму фільмі герой плаче, то я показую, що він плаче, бо тре цибулю, а не від того, що йому шкода». Ще одна риса творчості Горностай — висвітлювання документальних подій (навіть таких епічних, як на Майдані) крізь особисті історії героїв(-нь), їх переживання і бачення дійсності.
В жанрі ігрового кіно дебютувала короткометражним фільмом «Віддалік» (2015), що здобув чотири призи на міжнародних кінофестивалях. Під час церемонії нагородження фільму на фестивалі «Кіношок» в Анапі (2015) Горностай закликала кінематографістів зробити все від них залежне для звільнення незаконно ув'язненого у Росії українського режисера Олега Сенцова.
Дебютом в жанрі повнометражного кіно став художній фільм «Стоп-Земля», знятий у 2019—2021 роках за підтримки Державного агентства з питань кіно, Українського культурного фонду. У 2021 році фільм відзначено нагородою 71-го Берлінського міжнародного кінофестивалю.
У 2025 році Катерина Горностай зрежисувала документальний фільм «Стрічка часу», що демонструє шкільний освітній процес в Україні під час повномасштабної війни з Росією. Вперше для України з 1997 року фільм був включений до основної конкурсної програми Берлінського міжнародного кінофестивалю.

## Фільмографія
- 2011 — «Справжні новини» (документальний, у співавторстві з Дмитром Красним)
- 2013 — «Між нами» (курсова робота, школа документального кіно і театру Марини Разбєжкіної та Михайла Угарова)
- 2014 — «Євромайдан. Чорновий монтаж» (документальний, співавтор(к)и Роман Бондарчук, Юлія Гонтарук, Андрій Кисельов, Андрій Литвиненко, Роман Любий, Олексій Солодунов, Дмитро Стойков, Олександр Течинський, Володимир Тихий)
- 2015 — «Скрізь Майдан» (документальний)
- 2015 — «Віддалік» (ігровий, короткометражний, сценарій — у співавторстві з Дмитром Красним)
- 2016 — «Згущьонка» (ігровий, короткометражний, сценарій — у співавторстві з Дмитром Красним)
- 2017 — «Бузок» (ігровий, короткометражний)
- 2018 — «Крокодил» (ігровий, короткометражний)
- 2021 — «Стоп-Земля» (повнометражний ігровий дебют)
- 2025 — «Стрічка часу» (документальний, повнометражний)

## Нагороди
- 2011 — Перше місце в європейському фотоконкурсі Amnesty International «Зображення Європи без дискримінації».
- 2011 — «Справжні новини» (у співавторстві з Дмитром Красним), приз «Найкраще документальне кіно» на 2-му кінофестивалі короткометражних фільмів про журналістів «Кіномедіа».
- 2015 — «Скрізь Майдан», приз імені Андрія Матросова від організаторів Міжнародного фестивалю документального кіно про права людини «Docudays UA».
- 2015 — «Віддалік» (сценарій Катерини Горностай та Дмитра Красного), приз «За найкращий український фільм» на 8-му Міжнародному кінофестивалі короткометражних фільмів у Львові «Wiz-Art».
- 2015 — «Віддалік», приз за Найкращу акторську роботу Національної конкурсної програми 6-го Одеського міжнародного кінофестивалю (акторський дует — Вікторія Миронюк, Андрій Палатний).
- 2015 — «Віддалік», спеціальний приз «За психологічну точність діалогів» на 24-му Відкритому фестивалі кіно країн СНД, Латвії, Литви та Естонії «Кіношок» (Анапа, Росія).
- 2015 — «Віддалік», «Скіфський олень» за найкращий фільм національного конкурсу 45-го Київського міжнародного кінофестивалю «Молодість».
- 2017 — «Бузок», Спеціальний диплом журі 8-го Одеського міжнародного кінофестивалю та Приз ФІПРЕССІ на Одеському міжнародному кінофестивалі за Найкращий український короткометражний фільм
- 2018 — «Бузок», номінація на Національну кінопремію «Золота дзиґа» за Найкращий ігровий короткометражний фільм
- 2018 — «Бузок», Спеціальна відзнака Українського конкурсу Київського міжнародного фестивалю короткометражних фільмів
- 2018 — «Крокодил», номінація на Національну премія кінокритиків «Кіноколо» за найкращий короткометражний ігровий фільм
- 2021 — «Стоп-Земля», «Кришталевий ведмідь» за найкращий художній фільм від Юнацького журі конкурсної програми Generation 14plus 71-го Берлінського міжнародного кінофестивалю
- 2021 — «Стоп-Земля», призи за найкращий український повнометражний фільм, за найкращу акторську роботу та гран-прі 12-го Одеського міжнародного кінофестивалю
- 2021 — «Стоп-Земля», Національна премія кінокритиків «Кіноколо» у 5 номінаціях: Найкращий повнометражний ігровий фільм, Відкриття року, Найкраща режисерка, Найкраща акторка та Найкращий сценарій
- 2022 — «Стоп-Земля», Національна премія України імені Тараса Шевченка[13]